# Ubuntu Netbook Edition
Ubuntu Netbook Edition (UNE, in precedenza conosciuta come Ubuntu Netbook Remix) è stata una distribuzione ufficiale di Ubuntu prodotta da Canonical Ltd e rivolta specificatamente ai netbook e ottimizzata per quelli che usano processori Intel Atom.
Si basava sulla distribuzione Ubuntu Desktop Edition, ma aggiungeva un raccoglitore di finestre e un lanciatore di applicazioni ottimizzato per i portatili.
Canonical Ltd sta collaborando con il progetto Moblin (Mobile Linux Internet) per ottimizzare lo sviluppo anche su hardware con bassi requisiti e per assicurare una più lunga durata della batteria.
Dalla versione 11.04, Ubuntu Netbook Edition non viene più pubblicata essendo da quel momento confluita ed assorbita nella distribuzione principale  in quanto Unity è l'interfaccia grafica predefinita di Ubuntu 11.04.

## Installazione
Ubuntu Netbook Edition può essere installato in diversi modi:
- installando dapprima la versione desktop di Ubuntu (versioni 8.04, 8.10, 9.04, 9.10, 10,04 o 10.10) per poi aggiungere il repository UNE[2] e installando i pacchetti necessari;
- scaricando l'immagine ISO di UNE basata su Ubuntu 10.10[3]: l'immagine può essere masterizzata su CD per poi avviare il netbook da un CD-ROM drive collegato via USB, o può essere scritta su una chiavetta USB (usando ad esempio l'utilità UNetbootin) e effettuando il boot da questa, e scegliendo poi l'opzione di installazione.
- Utilizzando l'installer Wubi, disponibile dalla versione 10.04 Lucid Lynx.

## Componenti
I pacchetti che compongono la Ubuntu Netbook Edition comprendono:
Go Home appletUn applet esteso mostra-desktop che, oltre a mostrare il desktop, permette agli utenti di effettuare il drag and drop di file, cartelle, URL su di esso, per creare nuovi preferiti nel programma di avvio.
Window Picker appletUn applet salva spazio che permette di cambiare e chiudere le finestre dal pannello.
MaximusUn demone window-management (si assicura che le finestre siano massimizzate, ecc)
Human Netbook ThemeUna variante del tema Human con pannelli.
UNE launcherIl lanciatore di applicazioni che sostituisce le funzioni del file manager Nautilus. Replica le funzionalità di Applicazioni, Risorse e Sistema e aggiunge il supporto alla categoria definita dall'utente (Preferiti).
Desktop SwitcherConsente la commutazione facile tra le due modalità di visualizzazione del desktop: modalità Netbook e modalità classica.

## Specifiche
Requisiti minimi di sistema;
| Processore                    | RAM                       | Memoria                                     |
| ----------------------------- | ------------------------- | ------------------------------------------- |
| Processore Intel Atom 1.6 GHz | 512 MBytes (raccomandata) | Memoria flash da 4 GBytes (SSD) o hard disk |

Ubuntu Netbook Edition si installa e funziona correttamente sull'originale Asus EeePC con processore Celeron M a 900 MHz ma le prestazioni sono peggiori rispetto ai netbook basati su Atom.

## Applicazioni

### Standard
L'installazione standard prevede i seguenti software:
- browser - Mozilla Firefox
- client E-mail - Evolution
- Instant messenger - Empathy
- Media player - Rhythmbox
- Photo viewer - F-Spot
- suite - OpenOffice.org

### Opzionali
- Adobe Flash
- Adobe Reader
- Java Virtual Machine
- Skype
- Banshee

### Codec per gli OEM
- MPEG-4 (H.263)
- MP3
- AAC
- Windows Media

### Altro
- Mozilla Thunderbird
- Songbird
- the GIMP

## Computer
Ecco una lista di netbook commercializzati con già installato Ubuntu Netbook Edition:
- Abaco T102[7]
- Alto 2550[7]
- My-One[7]
- Zareason Strata 2660 e Strata 3660[7]
- Sylvania G Netbook Meso[8]
- Toshiba NB100[9]
- System76 Starling Netbook[10]
- Garlach44 Tiglin[11]